# 로마 약탈 (BC390년)
로마약탈(BC 390년)는 켈트족이 에트루리아를 쳐부수며 남하하여 공화국 로마를 약탈한 사건이다. BC 390년 7월 18일에 벌어진 알리아 전투에서 로마군을 대패시킨 켈트족(세노네스 부족)이 로마시내로 진격하여 점령한후 약탈을 벌였다. 7개월간 로마를 점령한 켈트족은 파괴,방화를 일삼았고 이때 많은 역사적 기록물들이 소실되었다. 이로 인해 초기 로마 역사를 알 수 있는 자료들이 대거 사라져 버렸다. 현재 BC390년 이전 로마역사에 대한 내용들은 대부분 후대에 이르러 만들어졌거나 신화나 전설인 경우가 많다.

## 배 경

#### 공화국 로마
BC 753년에 로마라고 불리는 도시 국가는 로물루스에 의해 건국되었다. 초기 왕정시대에는 세습제가 아니였으며 5대부터 마지막 7대까지는 에트루리아 출신이 국왕으로 뽑혀 로마를 다스렸다. 마지막 7대 국왕 트르퀴니우스(재위 BC534-509)은 독재자로 폭정을 일삼다가 불만을 품은 로마인들에 의해 추방되었다. 244년간 이어진 왕정을 타도하고 공화정으로 이끈 지도자는 브루투스였다. 부르투스는 콜라티누스와 함께 초대 집정관으로 선출되어 공화국 로마의 창시자가 되었다. 로마 공화국은 이후 500년간 이어지게 된다.

#### 공화국의 국론분열
공화국이 출발한이후 귀족과 평민은 참정권등을 놓고 갈등을 빚으며 국론분열 현상이 자주 발생하였다. 대표적인 사건이 BC 494년에 벌어진 성산사건이다. 기원전 5세기 초부터 평민들의 참정권이 제한되며 귀족중심의 정치체제가 공고히 다져졌다. 이에 불만을 품은 평민들은 정치투쟁에 돌입하였다. 평민들이 로마 동북방 5km 지점에 있는 성산(聖山)으로 몰려가 그들만에 공동체 국가를 세우려 했다. 귀족들은 자신들의 권리를 내려놓고 평민회와 호민관제도를 도입하는등 평민들의 정치적 권리를 인정하며 사태를 원만하게 마무리 지었다. 그러나 귀족과 평민간에 뿌리깊은 갈등은 이후에도 지속되었다.

#### 추방당하는 카밀루스
갈등속에서도 도시국가 로마는 발전하며 힘을 조금씩 키워나갔다. 필요에 따라 주변국들과 동맹을 맺기도 하고 전쟁을 통해 국경을 넓혀가기도 했다. BC 396년에는 에트루리아의 세력이 약해지는 틈을 이용하여  에트루리아의 유력도시 베이(Veii)를 점령하는데 성공한다. 그러나 베이를 제2의 수도(首都)로 삼자는 평민들과 이에 반대하는 귀족간에 갈등이 발생하고 말았다. 정치갈등의 결과는 유능한 리더였던 독재관 카밀루스를 모함하여 추방하는 것으로 이어졌다. 제 2의 수도건설에 앞장서서 반대했던 것이 모함을 받게 된 이유였다. 정치적인 입지가 강해진 평민들이 숫적 우세를 이용하여 유력한 귀족의 정치생명을 끓어버린 것이다. 훌륭한 군사 지도자 이기도 했던 카밀루스가 추방됨으로 인해 국방력에 큰 손실이 발생하였고 결국은 켈트족 침공에 무기력한 패배와 국가 존망의 위기까지 초래하게 되었다.

## 약 탈

#### 켈트족의 침략
BC4세기 들어 세력이 강성해진 켈트족이 알프스를 넘어 북이탈리아의 에트루리아 도시들을 정복하면서 남하 하였다. 이미 쇠락의 길을 걷고 있는 에트루리아는 켈트족의 상대가 되지 못했다. 에트루리아의 도시 클루시움을 통과한 켈트족들은 로마를 향해 진격해왔다. 라틴동맹의 주도국이였던 광화국 로마는 즉각적으로 군대를 파병하여 켈트족의 침략에 맞섰지만 알리아 전투(BC390)에서 대패하고 말았다. 아직은 작은 규모의 도시국가 수준을 못벗어난 로마로서는 켈트족을 감당하기에 버거웠다. BC390년 7월 18일 알리아 전투에서 승리한 켈트족은 로마를 침공하여 약탈을 자행하였다. 

#### 본격적인 약탈
켈트족은 잔인하게 사람을 죽이고 닥치는 대로 파괴하고 불을 질렀다. 원로원 의사당도 신전도 저택들도 모조리 부서졌다. 로마 건국이후 한번도 맛본적이 없는 최고의 굴욕이였고 대참사였다. 카피톨리아 언덕에서 농성전을 펼치던 일부 로마인들은 그 광경을 바라 볼수 밖에 없었다. 로마점령 7개월만에 양측간에 협상이 진행되었고 엄청난 협상금과 전리품을 잔뜩 챙긴 켈트족은 점령을 풀고 미련없이 로마를 떠났다.

#### 도시 재건
알리아 전투의 패배와 로마약탈이 벌어진 근본원인은 로마의 귀족과 평민들간에 벌어진 권력투쟁으로 분열이 발생했기 때문이였다. 권력투쟁의 결과로 유능한 군인이자 지도자였던 카밀루스를 사실상 추방(자진 망명)하면서 크게 국력이 약해졌다. 따라서 켈트족이 떠나자 로마인들은 가장 먼저 카밀루스를 불러들였다. 켈트족의 약탈로 피해는 엄청났다. 건국이후 360년만에 처음부터 다시 시작해야 할 정도였다. 귀국한 카밀루스(사망 BC365)는 독재관에 임명된후 폐허로 변한 도시 재건사업에 착수했다. 특히 그는 금번 켈트족 침공시 도시방어에 큰 도움이 되지 못했던 세르비우스 성벽을 대대적으로 보강하였다.

## 영 향
로마인들은 켈트족의 약탈로 인해 마음 깊이 큰 상처를 입었다. 그러나 좌절하며 주저 앉아 있지는 않았다. 알리아 전투에서 패배와 약탈을 당한 원인이 로마인 자신들에게 있다는 사실을 받아들였다. 원인분석과 반성을 통해 교훈을 얻고 새로운 것을 받아들이며 자신들의 잘못을 철저하게 개혁해 나갔다. 그 결과 점차 강인한 국가로 거듭날수 있었다. 도시 재건을 한후 점차 힘을 키워나가면서 주변 도시국가들을 차례로 점령하였다.  약 100년후에는 켈트족과 상대하여 벌인 전투에서 대승을 거두기도 했다.  

## 각 주
1. ↑  알리아 전투(Battle of the Allia)는 알리아 개천(開川)이 테베레 강과 합류하는 지점 근처에서 벌어졌다. 이곳은 로마 중심부에서 북쪽으로 직선거리 12km 떨어진곳에 위치해 있다. 도로를 따라 이동할 경우에 약 16km 정도가 된다.   알리아는 강이라 할 수 없다. 평소 물이 흐르는 폭이 3m 정도로 개울,시내,개천으로 분류된다. 이 내용은 구글지도의 위성사진을 통해 확인할 수 있다.
2. ↑  금번 약탈과 방화로 인해 기록물들이 유실된탓에 로물루스의 건국 이야기도 신화에 가까운 수준의 내용이 전래되고 있다. 로마 공화국의 창시자인 브루투스도 실존인물 여부에 대한 의구심이 많다는게 학계의 중론이다.
3. ↑  로마에는 도편추방제가 없었다. 대신에 카밀루스는 고발당했고 자진 망명을 떠났다. 고발당한 자가 자진 망명할 경우에 벌을 주지 않는 규정이 있었기 때문이다.